# Striderna i Nagu 1918
Striderna i Nagu i Åbolands skärgård den 4–5 april 1918 var en del av finska inbördeskriget. Tyskarna och de vita försökte ta kontrollen över Storlandet i Nagu och samtidigt gjordes ett försök att inta Lohm i Korpo (se Striderna i Korpo). Avsikten var att avancera genom Nagu och Pargas mot Åbo som var i de rödas händer. Försöken misslyckades på grund av ett segt motstånd, men efter att de röda hade dragit sig bort från Åbolands skärgård, fick de vita kontrollen över Nagu bara några dagar senare.

## Bakgrund
Efter att tyskarna hade deltagit i Ålandsexpeditionen i början av mars beslöt de försöka inta Åbo som var i de rödas händer. Tanken var att de skulle ta sig till det finska fastlandet genom Houtskär, Korpo, Nagu och Pargas. Målet var att säkra Östersjödivisionens landstigning i Hangö. Skärgårdens frikår som hade skapats av medlemmar i Egentliga Finlands skyddskår tog kontrollen över Houtskär den 25 mars och vann slaget om Korpo tre dygn senare. Efter att Östersjödivisionen hade landstigit i Hangö den 3 april inledde tyskarna och de vita tillsammans sitt anfall mot de röda i Nagu. 
I anfallet av Storlandet deltog tre avdelningar bestående av soldater ur den 14 Mecklenburgska jägarbataljonens första kompani (under ledning av löjtnant R. Hess) och Skärgårdens frikårs 2 kompani.

## Anfallet och striderna

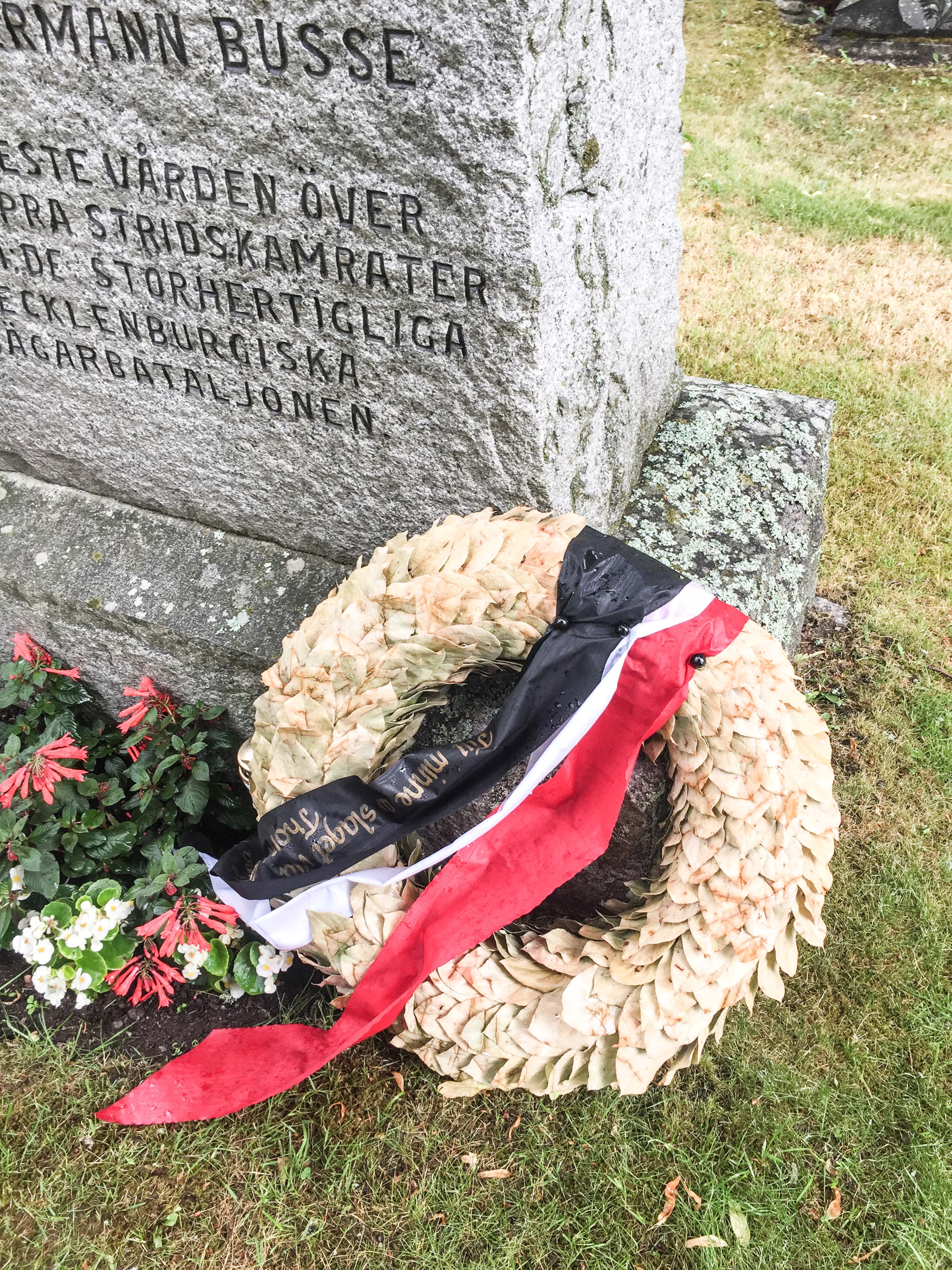
Krans vid tyska minnesstenen i Nagu 22.6.2018

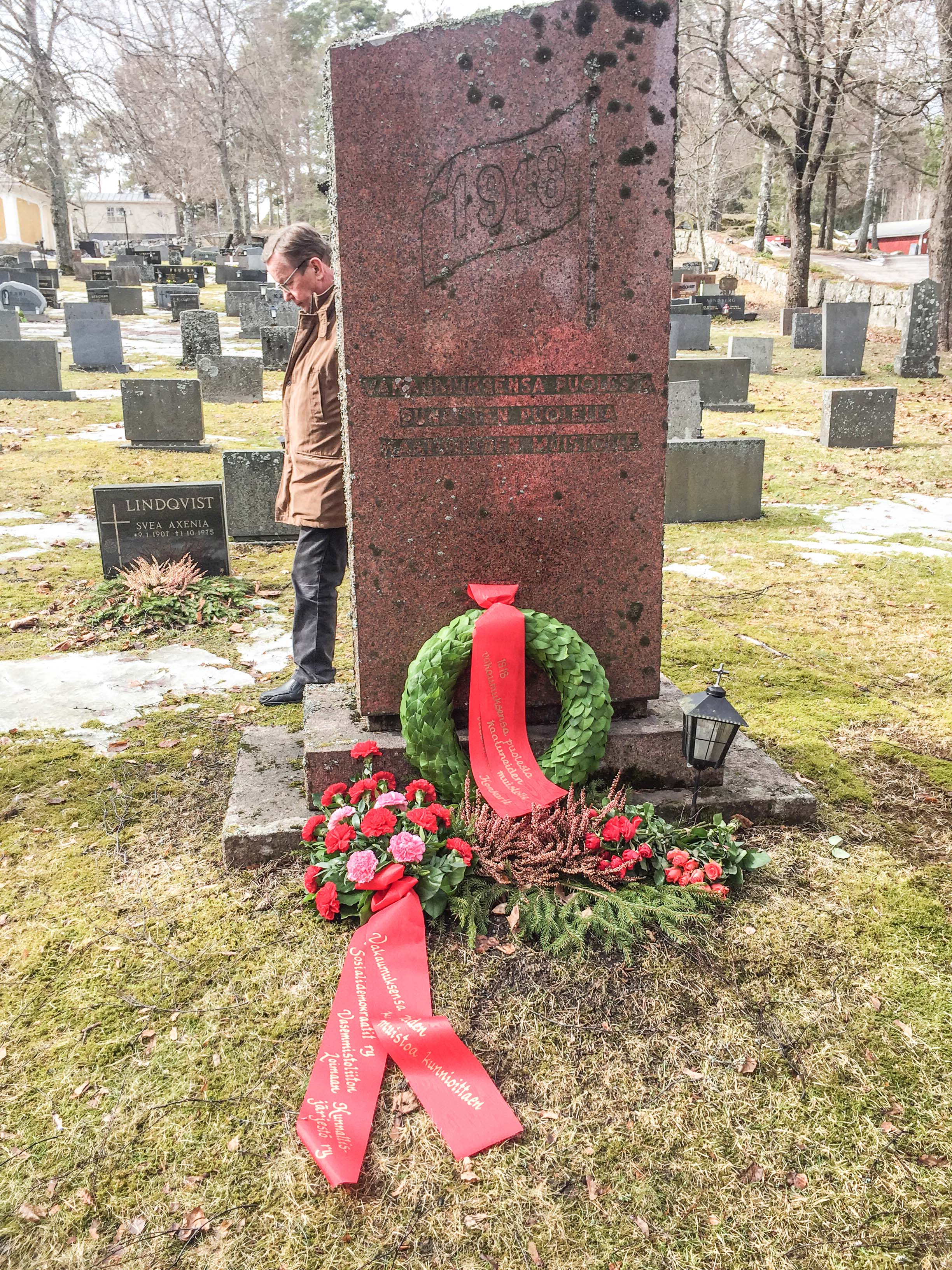
Minnesmärke för de röda 1918 i Nagu

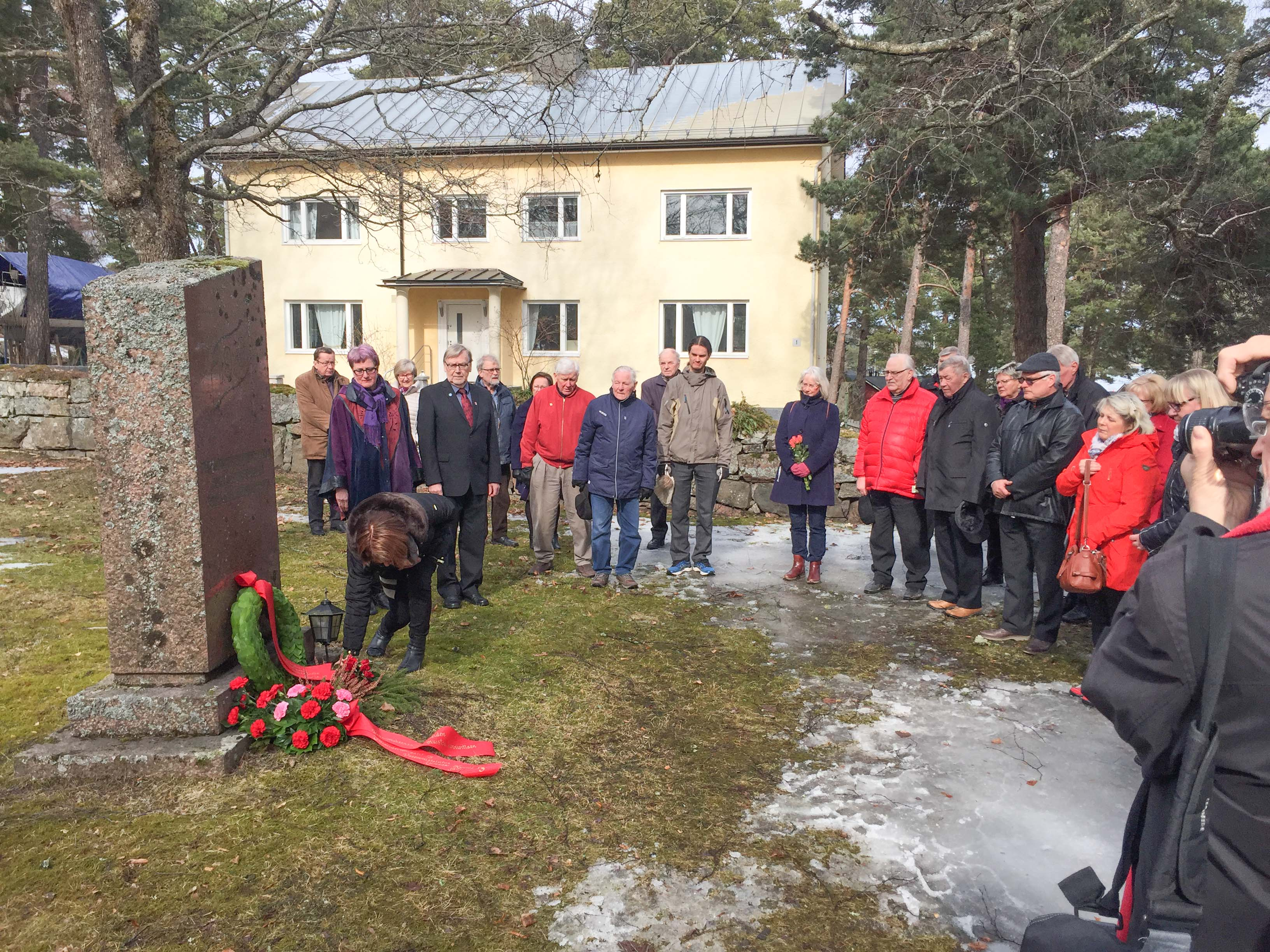
Kransnedläggning 8.4.2018 vid 100-årsjubileum efter striderna i Mielis

Anfallet av Storlandet skedde från nordväst över isen. Fartygsrännan i farleden norr om Korpo kyrklandet korsades med hjälp av en bro som tyska pionjärer hade byggt. Den västra av de tre anfallande avdelningarna råkade genast efter landstigningen in i fiendens eld och retirerade via Thorasviken till Vandrock. En tysk kanon skyddade deras återtåg. 

### Slaget vid Mielis
De två östra anfallande avdelningarna å sin sida tog sig i land och överraskade rödgardister som hade övernattat i husen i byn Mielis. Slaget vid Mielis den 4 april 1918 blev en blodig strid där bland andra sex tyska soldater stupade. Efter ett misslyckat anfall mot Thoras beslöt tyskarna att avbryta och lämnade även Mielis. När de tyska kryssarna Kolberg och Westfalen närmade sig Storlandet beslöt de röda sig för att lämna ön. Natten efter slaget den 4 april drog även skyddskåristerna vidare från Storlandet. Enligt databasen Krigsdöda i Finland 1914–1922 stupade, förutom de sex tyska soldaterna, 18 finländare den 4 april 1918 i Nagu. En av de stupade finländarna stred på den vita sidan, resten för de röda.
En av de vid Mielis tillfångatagna arkebuserades två dagar senare i Galtby.
Söndagen den 11 juli 1920 avtäcktes högtidligen och ”i närvaro av en stor allmänhet” den av Skärgårdens frikår uppresta minnesvården över ”de i Nagu under frihetskriget stupade tyskarna” på begravningsplatsen vid Nagu kyrka, under det att musiken spelade Die Wacht am Rhein, det kejserliga Tysklands inofficiella nationalhymn.

### Strid på Gullkrona fjärd
På samma gång som en del av den vita sidans trupper stred i Nagu den 4 april attackerade tyskarna och frikåren också de rödas ställning på Lohm i södra Korpo. Också här resulterade sammandrabbningen i att bägge sidor drog sig tillbaka från slagfältet. Under kvällen steg de röda ombord på isbrytaren Murtaja, bogserbåten Snegin, ångbåten Sadko (tidigare S/S Dragsfjärd) och kanonbåten Bobr, som ryssarna hade skickat ut från Åbo för att evakuera fortet på Utö. Två av fartygen tog sig tillbaka till Åbo, men Murtaja och Snegin mötte den tyska kryssaren Kolberg på Gullkrona fjärd, söder om Pensar den 5 april. Kolberg hade med hjälp av isbrytaren Sampo blivit sänd för att föra den tyska jägarbataljonen till Hangö, där den tyska Östersjödivisionen några dagar tidigare hade stigit i land. Vid mötet på Gullkrona fjärd stupade minst en rödgardist ute på isen under beskjutning, men en del rödgardister tog sig i land på omkringliggande holmar. Besättningarna och de som stannat ombord på de röda fartygen kapitulerade och togs till fånga.

### Utgången
Den 8 april hade Skärgårdens frikårs avdelning med 250 man säkrat kontrollen över Nagu och avancerade obehindrat mot Åbo, som de tog kontrollen över den 13 april. De röda hade lämnat Åbo en dag tidigare. Tyskarna å sin sida deltog vid det här laget inte längre i händelser i Åbolands skärgård, utan den Mecklenburgska jägarbataljonen hade skeppats till Ekenäs genast efter striderna i Nagu.

## Förluster
De tyska förlusterna vid striderna i Nagu 4–5 april 1918 var sammanlagt sex stupade och 13 sårade. Bland de vita stupade en och ytterligare fyra sårades. Hur många som dog på den röda sidan är oklart. Enligt databasen Krigsdöda i Finland 1914–1922 var de rödas förluster minst 18 stupade, men databasen är inte komplett och kan innehålla direkta fel. Ett stort antal för bygdens befolkning okända män begravdes utan uppgifter om vem de var, eller hur många de var, i en stor grav intill kyrkan i Nagu.

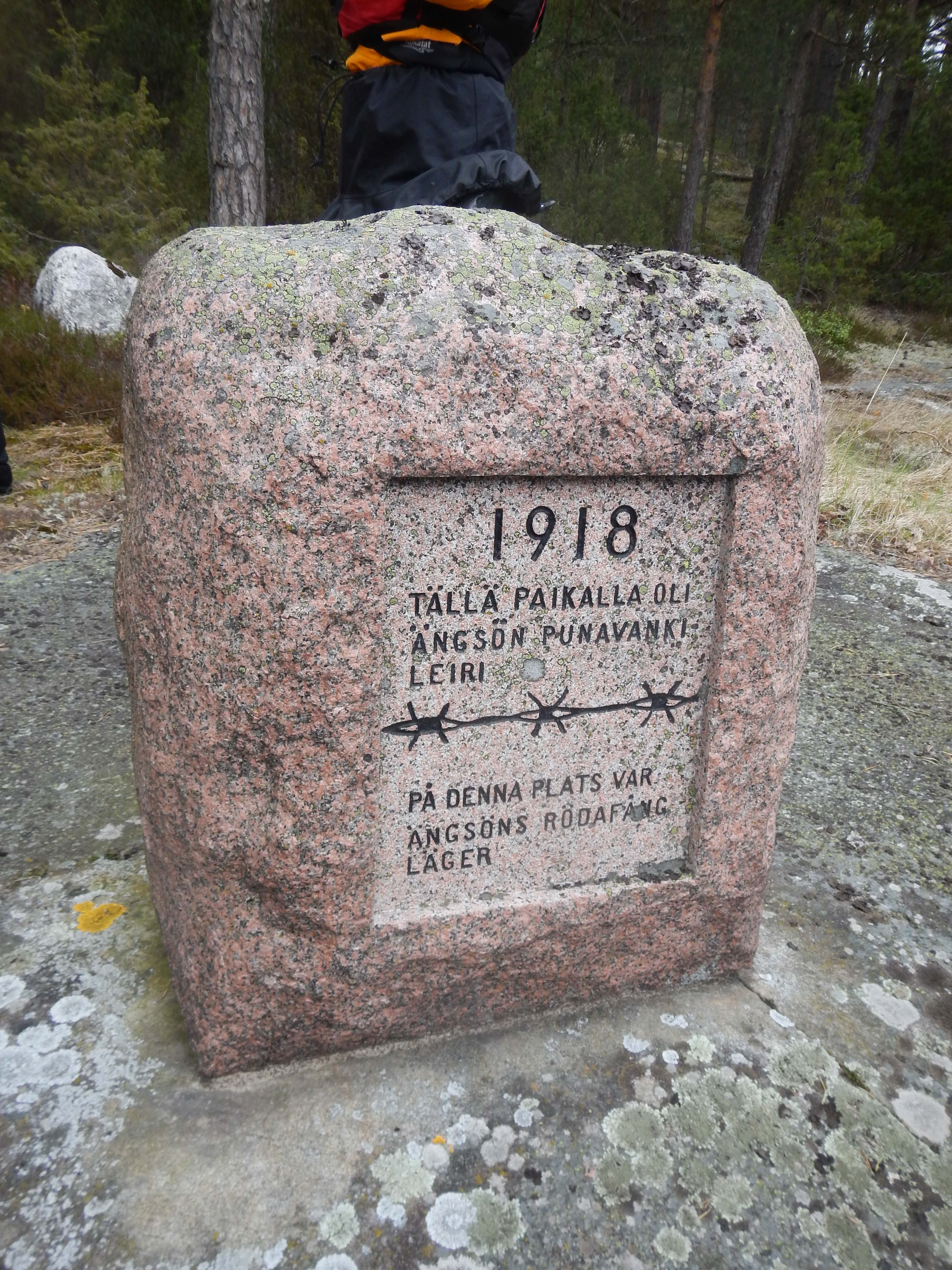
Minnessten på Ängsö i Nagu.

## Minnesmärken
- De sju tyska stupade soldaterna, varav en hade stupat vid Lohm och sex i Mielis, begravdes först på Korpo kyrkogård. Senare flyttades kvarlevorna av de sex tyska soldaterna som hade stupat i Nagu till en hjältegrav på Nagu kyrkogård. Kvarlevorna begravdes under högtidliga former under pingsten. På platsen restes ett minnesmärke med de stupades namn inristade. Ceremonin och minnesmärket kan ses som en del av mytbildningen kring det så kallade ”frihetskriget”.[6]
- På Nagu kyrkogård finns även ett minnesmärke över de stupade röda soldaterna.
- År 1938 avtäcktes ett Skärgårdens frikårs minnesmärke på ön Pensar i Nagu.[7]
- På ön Ängsö, söder om Storlandet, fungerade efter kriget ett fångläger och även på denna plats finns i dag ett minnesmärke.[8]